# NGC 7455
NGC 7455 је спирална галаксија у сазвежђу Рибе која се налази на NGC листи објеката дубоког неба.
Деклинација објекта је + 7° 18' 12" а ректасцензија 23h 0m 40,9s. Привидна величина (магнитуда) објекта NGC 7455 износи 14,4 а фотографска магнитуда 15,3. NGC 7455 је још познат и под ознакама MK 523, CGCG 405-21, KUG 2258+070, IRAS 22581+0702, PGC 70246.